# Feijo Johan Sickinghe

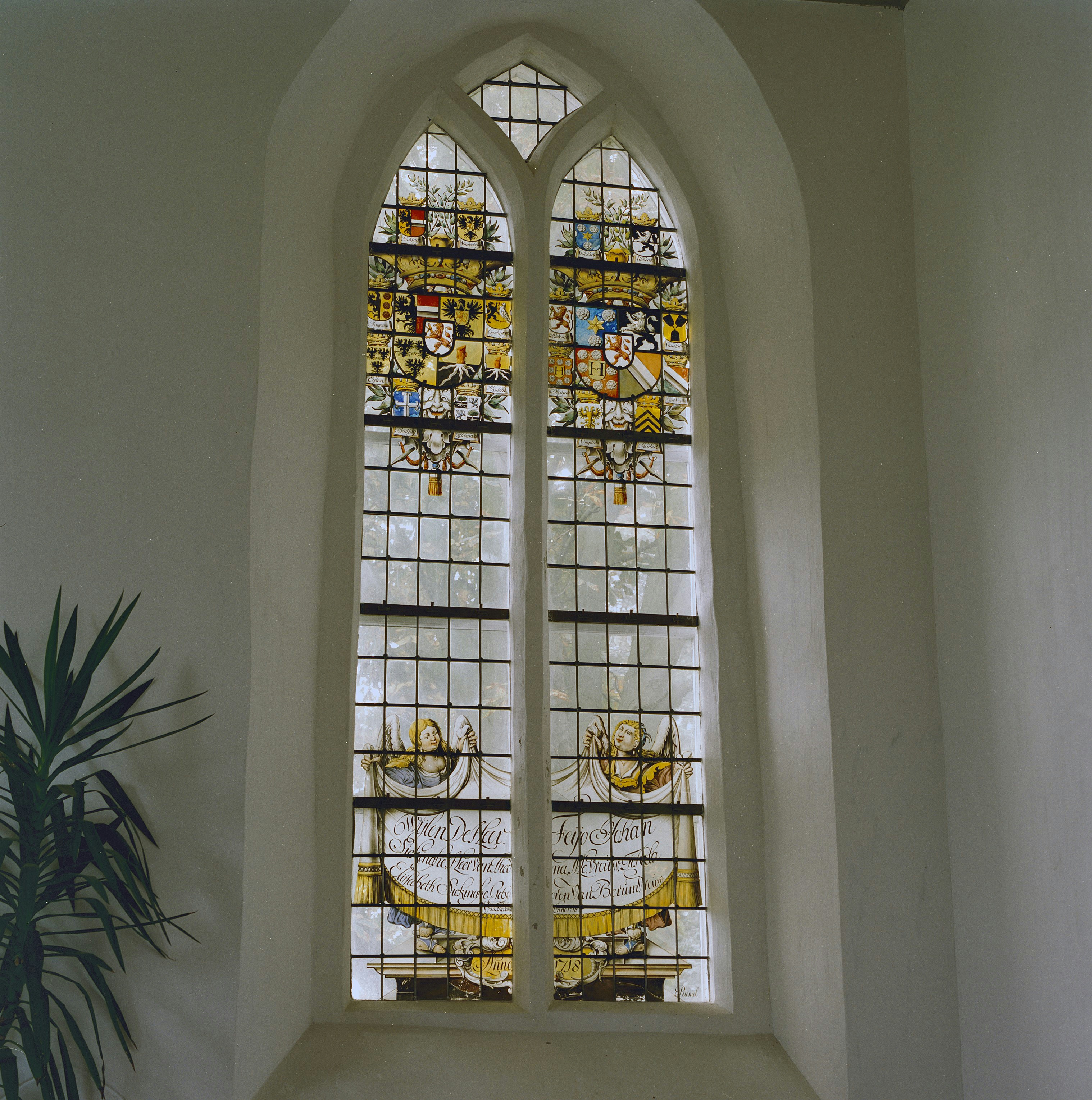
Gebrandschilderd (wapen)glas in de hervormde kerk van Noordwolde ter ere van Feijo Johan (links) en zijn vrouw Thecola Elisabeth van Berum (rechts)

Jonker Feijo Johan Sickinghe (1673 - 22 april 1702) was een Gronings landedelman en militair. Hij was heer van de Breedenborg en stichter van borg Thedema. Daarnaast diende hij als ritmeester in het regiment van Frederik III van Hessen-Homburg. Hij overleed in dienst van het Staatse Leger, aan het begin van de de Spaanse Successieoorlog.  

## Leven
Feijo Johan, telg uit het oud adellijke Groningse geslacht Sickinghe, was een zoon van Hindrik Sickinghe (1650-1682); majoor der cavalerie, onderbevelhebber bij het Gronings Ontzet en ruiter bij het Beleg van Coevorden. Zijn moeder was Anna Tjarda van Starkenborgh (†ca. 1730), telg uit het Fries adellijke geslacht Tjarda van Starkenborgh. Zijn voornaam, Feijo, verwees naar zijn grootvader Feio Sickinghe (1610-1666), jonkheer en hoofdeling te Warffum. Zijn tweede naam, Johan, was een eerbetoon aan zijn overgrootvader Johan Sickinghe (1576-1652), een zeer welgesteld en invloedrijk landedelman in Noord-Groningen. De jonkers Rudolph, Johan en Feio, ooms van Feijo en leden van de familie Sickinghe, speelden samen met zijn vader Hindrik een bepalende rol bij het Ontzet van Coevorden in 1672. 
Op 9 januari 1689 stond Feijo ingeschreven als student rechten aan de Rijksuniversiteit Groningen. 

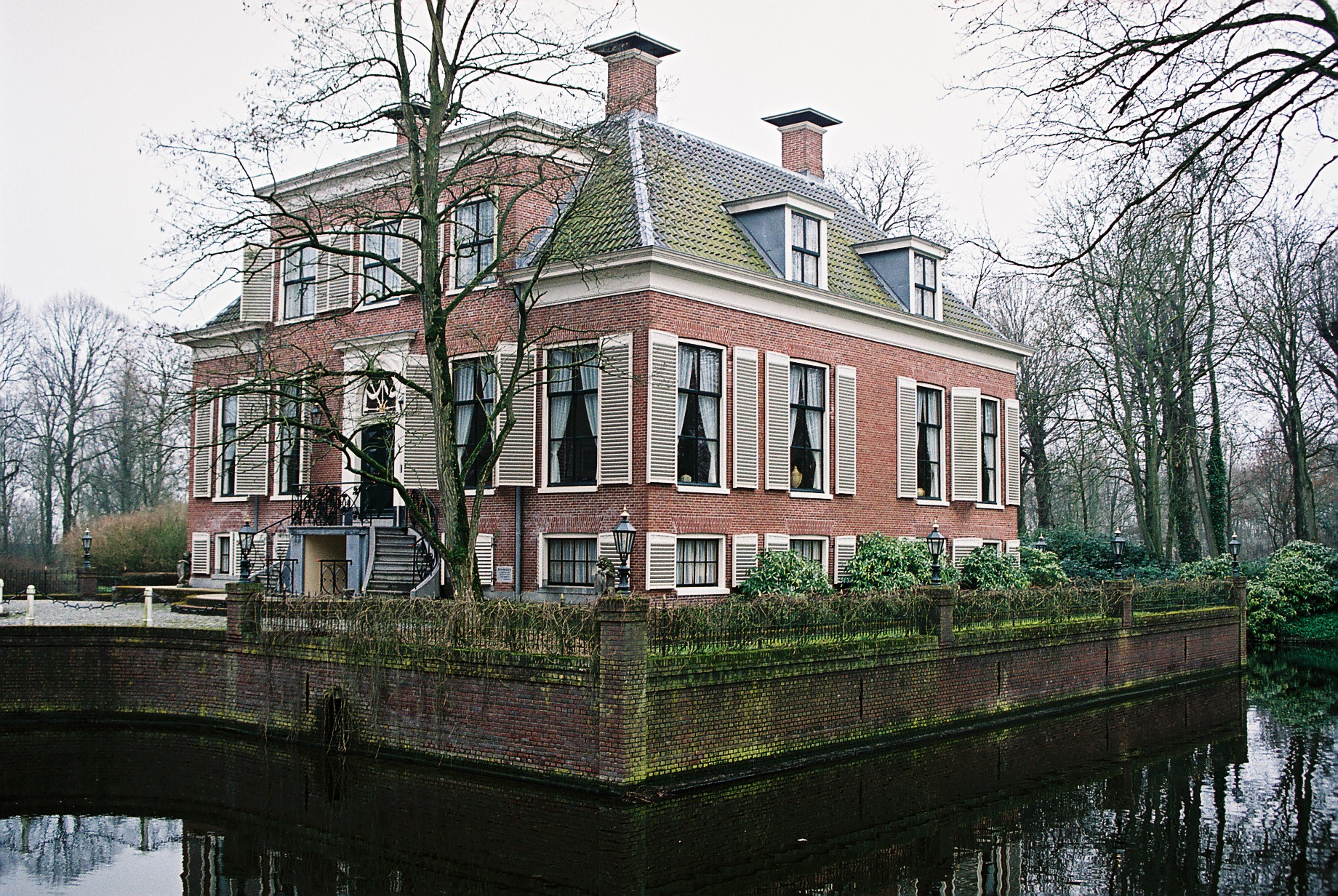
De Breedenborg te Breede

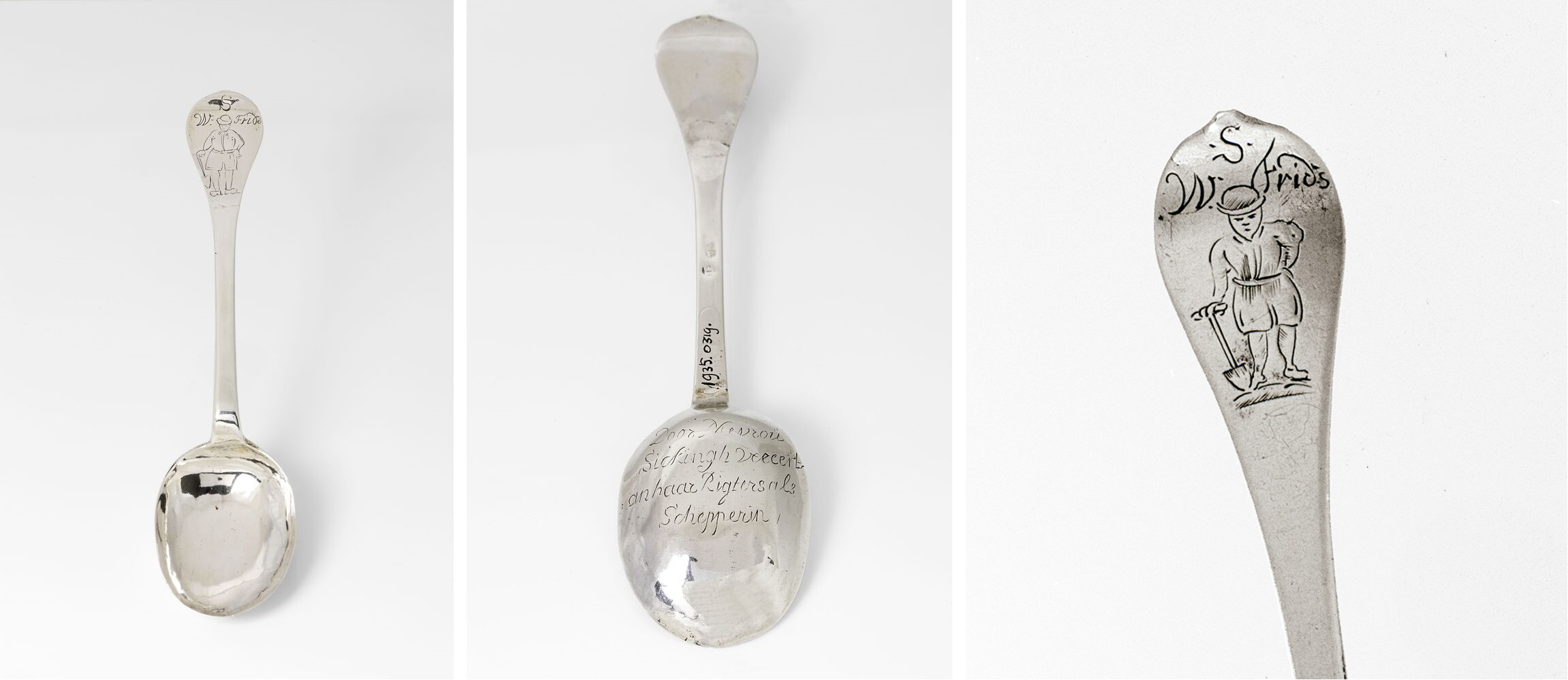
Een van de door Thecola geschonken zilveren lepels. Daarop gegraveerd de tekst: 'Door Mevrou Sickingh vereert an haar Rigters als Schepperin'. Bovenaan de steel staat S. Walfridus afgebeeld.

Hij trouwde in 1697 met Thecola-Elisabeth van Berum (ca.1674-1727), telg uit het geslacht van Berum. Na zijn huwelijk met Thecola ging Sickinghe wonen op borg Thedema. Deze borg is te vinden op de kaart van W. en F. Coenders van Helpen (de Coenderskaart). Aangezien de borg voor het verschijnen van deze kaart nog nergens genoemd werd, is het waarschijnlijk dat Feijo en zijn vrouw de borg hebben gebouwd (of grondig hebben verbouwd). In haar rol als Vrouwe van Thedema beslechtte Thecola een conflict over de bevoegdheden in de schepperij Innersdijken van het Winsumer- en Schaphalsterzijlvest. Als schepperin schonk zij ter gelegenheid van de oplossing van dit conflict enkele gegraveerde zilveren lepels.   
Na het overlijden van zijn vader in 1682, erfde Feijo op 8/9-jarige leeftijd de Breedenborg te Breede. Het toegangshek van de borg draagt de wapens Sickinghe en Van Berum. Het hek werd in 1975 door Aijolt Kloosterboer (burgemeester van Warffum) gered van de zolder van de boerderij. Duco Wilhelm Sickinghe (1888-1983), nazaat van Feijo, droeg bij aan de restauratie van het hekwerk. Het werd na de brand van 1982 opgeslagen en is anno 21e eeuw in volledig gerestaureerde conditie weer op haar plaats.
Enige tijd nadat Feijo overleed, verkocht zijn weduwe Thecola (tevens voogd over hun kinderen) de Breedenborg met haar heerlijke rechten en 50 grazen land in mei/juni 1706 aan Unico Allard Alberda van Menkema en Evert Joost Lewe van Aduard. De borg werd door haar verkocht voor 10.000 carolusgulden. Thecola bleef wonen op borg Thedema.   

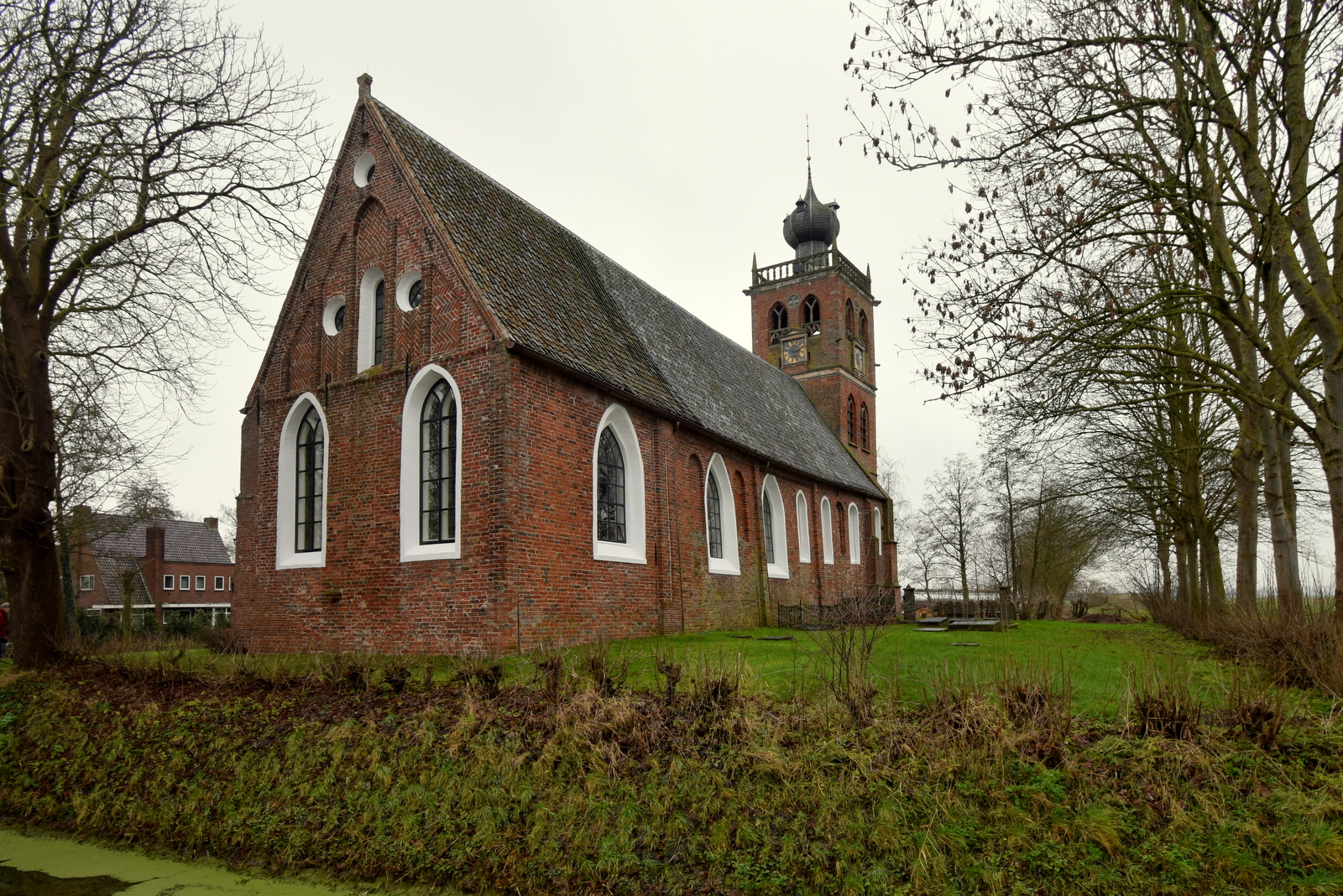
De Sebastianuskerk in Noordwolde

Feijo en Thecola waren 'warme vrienden' van de Sebastianuskerk te Noordwolde. Zij stonden bekend als zeer kunstlievende edellieden en deden veel aan de verfraaiing van het interieur van de kerk. Zo blijkt in ieder geval uit de beeldhouwwerken aan de hoge herenbank, het orgel en de gebrandschilderde ramen van de kerk. De ramen zijn door Thecola aangebracht na het overlijden van Feijo Johan. Op het raam van Feijo Johan (links) zijn de familiewapens van zijn voorouders te vinden. Dit zijn de adellijke geslachten: Tjarda van Starkenborgh, Jongema, Gaykinga, Van Echten, De Mepsche, Bentinck en Hillebrands.   

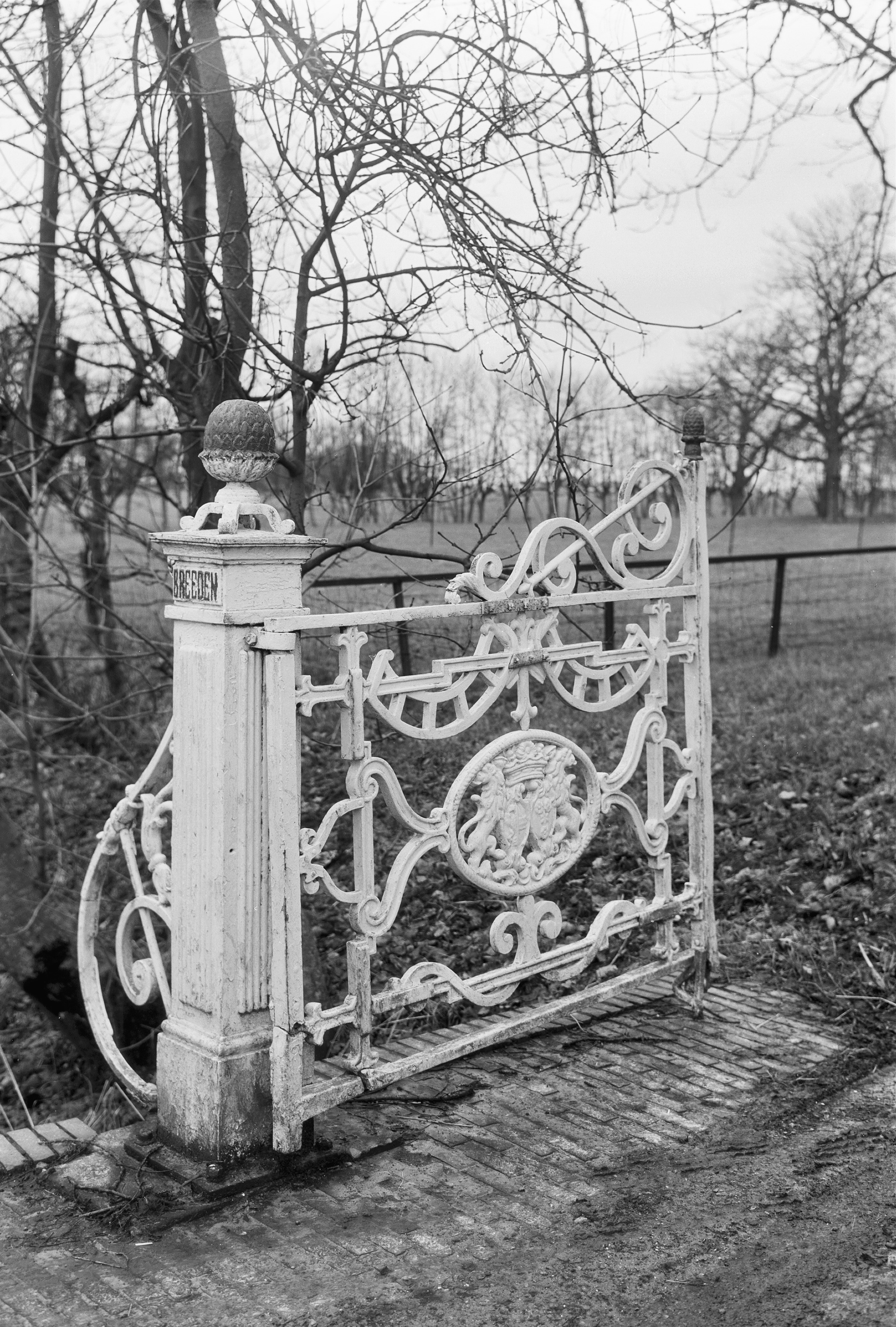
Achttiende-eeuws smeedijzeren hek van de Breedenborg (vóór restauratie) met daarop de wapens van de families Sickinghe en Van Berum

## Als militair
Sickinghe was militair in het Staatse Leger. In 1701 werd hij aangesteld tot ritmeester van de nieuwe wervinge. Sickinghe was eerder luitenant van de compagnie van sergeant-majoor en ritmeester Tjarda van Starkenborgh geweest.
Tussen 1701 en 1703 werd melding gemaakt van het overlijden van Jr. Feijo Johan Sickinghe, ritmeester in het regiment van kolonel Frederik Jacob van Hessen-Homburg. De Spaanse Successieoorlog (1701–1713) was net begonnen en het is waarschijnlijk dat het regiment waartoe Sickinghe behoorde gemobiliseerd was om richting het zuiden te trekken. In het bericht werd gemeld dat Sickinghe zou zijn overleden 'op repartitie van Groningen' en werd vervangen door Jr. Remmert van Ewsum (†1716). Dit zou erop kunnen duiden dat Sickinghe betrokken was geweest bij een militaire missie of veldtocht tijdens die campagne. Hij bevond zich in ieder geval buiten Groningen.  

## Huwelijk en kinderen
Sickinghe trouwde op 3 oktober 1697 met Thecola-Elisabeth van Berum (ca.1674-1727). Thecola woonde voor haar huwelijk op borg Luinga. Samen kregen Feijo en Thecola twee kinderen, te weten:
- Hendrik Ludolph Sickinghe (1698), kapitein der infanterie, woonde op de Breedenborg
- hoog welgeboren Feije Johanna Sickinghe (1702- † vóór 1739), erfvrouwe van borg Thedema[12], deed op 5 september 1723 belijdenis bij de kerkelijke gemeente Noordwolde[13], was getrouwd met Allardt Phillip Tjarda van Starkenborgh (1698-1768)

Thecola ligt begraven in de Sebastianuskerk in Noorwolde. Op haar gedenksteen in het koordeel van de kerk staat de volgende tekst:
Hier rust 
de Hoogedelgeboren Vrouw 
Thecola Elisabeth van BERUM 
Vrouw van Thedema, Douairière van den Hoogwel 
Ed. Gest. Heer Feijo Johan SICKINGHE 
Heer van Thedema en Ritmeester ten dienste van den Staat in den  
ouderdom van 53 jaren †20 februari 1727